# Временное правительство Ирана
Временное правительство Ирана (перс. دولت موقت ايران‎, роман.: Dowlat-e Movaqat-e Irân) — первое правительство, созданное в Иране после того, как в январе 1979 года шах Мохаммед Реза Пехлеви покинул Иран. Временное правительство возглавил Мехди Базарган, один из членов «Движения за свободу Ирана» («ДСИ») и было сформировано по указу Хомейни 4 февраля 1979 года. С 4 по 11 февраля Базарган и Шапур Бахтияр (последний премьер-министр шаха) претендовали на то, чтобы быть законным премьер-министром; Бахтияр бежал из страны 11 февраля. Мехди Базарган остался в должности премьер-министра временного правительства и 14 февраля 1979 года представил кабинет из семи человек. Министром иностранных дел был избран Ибрагим Язди.
Конституция Исламской Республики Иран была принята 24 октября 1979 года. Однако, прежде чем она вступила в силу 3 декабря 1979 года, правительство подало в отставку 6 ноября, вскоре после захвата американского посольства. Правительство Базаргана выступило против таких действии, но революционный лидер Хомейни их поддержал. Совет Исламской революции затем служил правительством страны до формирования первой Исламской консультативной ассамблеи 12 августа 1980 года. Базарган был избран в первый парламент, представлявший Тегеран.

## Формирование временного правительства
Когда аятолла Хомейни вернулся в Иран после 15-летнего изгнания, он назначил Мехди Базаргана главой временного правительства. 4 февраля 1979 года Рухолла Хомейни издал указ о назначении Базаргана премьер-министром «Временного исламского революционного правительства».
Развивая свой указ, Хомейни ясно дал понять, что иранцам было приказано подчиняться Базаргану и что это был религиозный долг. Далее Хомейни добавил: «… Это не обычное правительство. Это правительство, основанное на шариате. Противодействие этому правительству означает противостояние шариату ислама… Восстание против правительства Бога — это восстание против Бога. Бунт против Бога — это богохульство».
Объявление Хомейни было сделано за несколько дней до официального заявления армии, в котором объявлялось о нейтралитете армии (последняя надежда премьер-министра Бахтияра) в конфликтах между сторонниками Хомейни и Бахтияра. Оказавшись без поддержки армии, Бахтияр бежал в тот же день, 11 февраля, день, официально названный Днем Победы Исламской революции.
Временное правительство часто описывают как «подчиненную» Революционному совету, которая испытывала трудности с управлением в многочисленных комитетах, которые конкурировали с ее властью.

## Члены кабинета
По словам иранского журналиста Мохаммада Атаи, кабинет Базаргана состоял из двух основных фракций: умеренных и радикалов. Большинство членов кабинета были ветеранами-националистами из «Движения за свободу Ирана» и «Национального фронта».
Базарган несколько раз перетасовывал свой кабинет из-за отставки министров, которые не могли справиться с параллельными структурами власти. В некоторых случаях министерство контролировалось исполняющим обязанности министра или самим Базарганом.

## Список членов кабинета Базаргана
| Министры                                                                 | Должность                     | Период пребывания в должности     | Партийная принадлежность |
| ------------------------------------------------------------------------ | ----------------------------- | --------------------------------- | ------------------------ |
| Премьер-министр                                                          | Мехди Базарган                | 4 февраля 1979 — 6 ноября 1979    | ДСИ                      |
| Заместитель премьер-министра по связям с общественностью и администрации | Аббас Амир-Энтезам            | 13 февраля 1979 — август 1979     | ДСИ                      |
| Заместитель премьер-министра по связям с общественностью и администрации | Садек Табатай                 | август 1979 — 6 ноября 1979       | ДСИ                      |
| Заместитель премьер-министра по революционным делам                      | Ибрагим Язди                  | 13 февраля 1979 — 12 апреля 1979  | ДСИ                      |
| Заместитель премьер-министра по революционным делам                      | Мустафа Чамран Савехи         | 12 апреля 1979 — 29 сентября 1979 | ДСИ                      |
| Заместитель премьер-министра по делам передачи власти                    | Хашем Саббагиан               | 13 февраля 1979 — 20 июня 1979    | ДСИ                      |
| Министр внутренних дел                                                   | Ахмад Садр Хадж Сейед Джавади | 13 февраля 1979 — 20 июня 1979    | ДСИ                      |
| Министр внутренних дел                                                   | Хашем Саббагиан               | 20 июня 1979 — 6 ноября 1979      | ДСИ                      |

## Отставка
Премьер-министр Базарган и все члены его кабинета массово ушли в отставку 6 ноября 1979 года после того, как сотрудники американского посольства были взяты в заложники двумя днями ранее, 4 ноября 1979 года. В своем письме Хомейни Базарган заявил, что «… неоднократные вмешательства, неудобства, возражения и из-за споров я и мои коллеги не можем продолжать [выполнять] свои обязанности …».
Затем власть перешла в руки Революционного совета. Базарган был сторонником первоначального революционного проекта конституции, а не теократии, и его отставка была принята Хомейни без протеста, сказав: «Г-н Базарган … немного устал и предпочел остаться на некоторое время в стороне…». Позже Хомейни назвал назначение Базаргана «ошибкой». Базарган, с другой стороны, охарактеризовал свое правительство как «нож без лезвия».